# 耀華路駅
座標: 北緯31度10分49秒 東経121度29分22秒 / 北緯31.18028度 東経121.48944度
耀華路駅（ようかろえき）は中華人民共和国上海市浦東新区に位置する上海軌道交通7号線と8号線の駅である。

## 利用可能な鉄道路線
上海軌道交通
■7号線
■8号線

## 駅構造

### 7号線
- 島式ホーム1面2線を有する地下駅。ホームドア設置駅。

| 7号線ホーム (B3F) | ←7号線 花木路方面   |
| 7号線ホーム (B3F) | 島式ホーム          |
| 7号線ホーム (B3F) | 7号線 上海大学方面→ |

### 8号線
- 相対式ホーム2面3線を有する地下駅。ホームドア設置駅。

| 8号線ホーム (B2F) | 相対式ホーム      |
| 8号線ホーム (B2F) | ←8号線 市光路方面 |
| 8号線ホーム (B2F) | 8号線 沈杜公路→   |
| 8号線ホーム (B2F) | 相対式ホーム      |

| 8号線ホーム |

## 駅周辺
- 中国館（再公開中）
- 上海国際博覧会会場跡

## 歴史
- 2007年12月29日 - 8号線開業。
- 2009年7月5日 - 8号線が航天博物館駅（現、沈杜公路駅）まで延伸開業し、途中駅となる。
- 2009年12月5日 - 7号線開通。

## 隣の駅
上海軌道交通
■7号線
長清路駅 - 耀華路駅 - 雲台路駅
■8号線
中華芸術宮駅 - 耀華路駅 - 成山路駅